# Monte Morrison (California)
Il Monte Morrison è una montagna degli Stati Uniti d'America localizzata sulla Sierra Nevada in un'area chiamata "Mono Recesses". Le sue pendici a sud sfiorano il lago Convict, nella Catena montuosa di Sherwin, vicino alla città di Mammoth Lakes.

## Storia
La montagna prende il nome da Robert Morrison, un mercante di Benton, ucciso vicino a Convict Lake il 23 settembre 1871.

## Scalate
Norman Clyde raggiunse per primo il picco del Monte Morrison il 22 giugno del 1928. Sempre nel 1928 John Mendendhall raggiunse la sommità del monte ma la sua ascesa non fu documentata.